# Galicia (1925)
Galicia, poprzednio Príncipe Alfonso i Libertad – hiszpański krążownik lekki z okresu międzywojennego i II wojny światowej, główny okręt składającego się z trzech jednostek typu Príncipe Alfonso. Wszedł do służby w 1927 roku jako „Príncipe Alfonso”, w 1931 roku po obaleniu monarchii przemianowany na „Libertad”. Służył aktywnie po stronie rządu republikańskiego podczas wojny domowej. W 1939 roku przejęty przez nowy rząd frankistowski i przemianowany na „Galicia”, służył do 1970 roku.

## Budowa
Budowę okrętu wraz z jednostką bliźniaczą zaplanowano ustawą z 17 lutego 1915 roku jako trzeciego i czwartego krążownika typu Méndez Núñez, lecz jej wówczas nie podjęto, a po zakończeniu I wojny światowej władze hiszpańskie zdecydowały wstrzymać zamówienie i zbudować okręty według innego projektu, ponieważ konstrukcja ta stała się przestarzała w obliczu nowych krążowników powstających podczas wojny. Nowe krążowniki zaprojektowano z pomocą brytyjskiego koncernu Armstrong w oparciu o najnowsze brytyjskie krążowniki typu E (projekt ten oznaczono jako typ F). Ustawą z 11 stycznia 1922 roku podjęto decyzję o budowie dwóch pierwszych okrętów, które zamówiono 14 lipca 1922 roku. Wszystkie budowała stocznia Sociedad Española de Construcción Naval (SECN) w Ferrolu w Hiszpanii.
Jako pierwszy zbudowano krążownik „Principe Alfonso” (Książę Alfons), którego stępkę położono 24 listopada 1922 roku. Okręt wodowano 23 stycznia 1925 roku, na dziewięć miesięcy przed drugim krążownikiem z pary. „Principe Alfonso” wszedł do służby 11 października 1927 roku.

## Skrócony opis

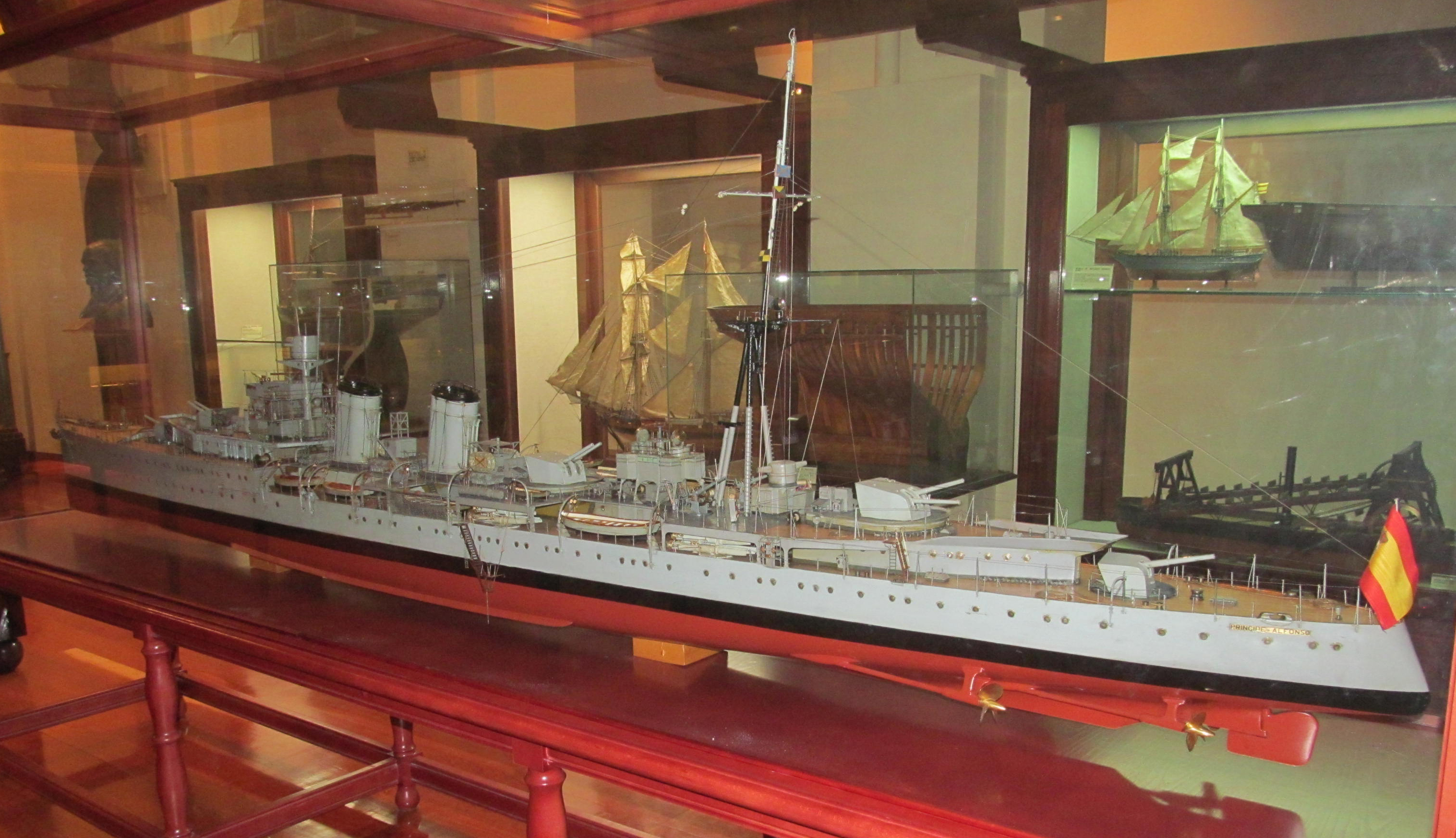
Model „Principe Alfonso” w Muzeum Morskim w Madrycie

Okręty tego typu były dużymi krążownikami o typowej architekturze lat 20. XX wieku, z podwyższonym pokładem dziobowym na ponad 1/3 długości kadłuba, artylerią umieszczoną w superpozycji na dziobie i rufie oraz dwoma pochylonymi kominami blisko siebie na śródokręciu. Siłownia była w układzie liniowym: cztery kotłownie z ośmioma kotłami, za nimi dwie maszynownie. Napędzały je cztery zespoły turbin parowych z przekładniami o mocy łącznej 80 000 KM pracujące na osobne śruby, pozwalając na osiąganie prędkości 33 węzłów. Na próbach „Principe Alfonso” rozwinął maksymalnie 34,7 węzła przy mocy 83 000 KM. Zapas paliwa płynnego wynosił 1675 ton, zapewniając zasięg do 5000 mil morskich przy prędkości 15 w. Po modernizacji w 1944 roku został zmniejszony do 1567 ton, a zasięg zmniejszył się do 4000 Mm.
Wyporność standardowa wynosiła 7475 ton, a pełna 9237 ton. Po modernizacji w 1944 roku wyporność standardowa wzrosła do 8051 ton, a pełna do 9748 ton. Długość okrętu wynosiła 176,63 m, szerokość 16,46 m, a zanurzenie 6 m.
Opancerzenie tworzył pas burtowy, którego grubość w rejonie siłowni wynosiła 76 mm (40% długości kadłuba), a poza nim 51 mm, malejąc do 25 mm na dziobie i 38 mm na rufie. Pokład miał grubość 25–50 mm, a maski dział – 12,7 mm. Stanowisko dowodzenia miało najgrubszy pancerz 152 mm.

### Uzbrojenie i jego zmiany
Uzbrojenie główne stanowiło osiem dział kalibru 152 mm w nietypowym układzie: w dwóch stanowiskach pojedynczych na pokładzie dziobowym i rufowym oraz trzech stanowiskach podwójnych: w superpozycji na piętrze nadbudówki dziobowej i rufowej oraz na śródokręciu, za kominami. Wszystkie działa mogły strzelać na jedną burtę i były chronione przez maski przeciwodłamkowe. Działa konstrukcji brytyjskiej miały długość lufy 50 kalibrów (L/50) i donośność do 21,5 km 500 m. Uzbrojenie przeciwlotnicze stanowiły początkowo cztery pojedyncze działa kalibru 102 mm na śródokręciu (po dwa na burtę) i dwa działka kalibru 47 mm. Broń podwodną stanowiło 12 wyrzutni torped w czterech potrójnych aparatach na pokładzie na śródokręciu (po dwa na każdej z burt).
Podczas wojny domowej wzmocniono uzbrojenie przeciwlotnicze. Pod koniec 1936 roku dodano podwójnie sprzężone karabiny maszynowe kalibru 13,2 mm Hotchkiss. Po kolejnych zmianach, wiosną 1939 roku uzbrojenie przeciwlotnicze stanowiły trzy armaty 102 mm, dwie armaty 76,2 mm Vickers, dwie armaty 40 mm Bofors L/60 (polskiego pochodzenia), jedno podwójnie  sprzężone działko 25 mm Hotchkiss i cztery działka 20 mm Oerlikon.
Po modernizacji okrętu ukończonej w grudniu 1944 roku zmieniono uzbrojenie główne, rezygnując z podwójnego stanowiska dział na śródokręciu i zastępując pojedyncze stanowiska na pokładzie dziobowym i rufowym przez dwudziałowe. Przez to, liczba dział nie uległa zmianie, natomiast były zgrupowane w czterech dwudziałowych stanowiskach. Lekką artylerię przeciwlotniczą zamieniono na niemiecką: osiem podwójnych stanowisk półautomatycznych działek 37 mm C/30 i pięć poczwórnych działek 20 mm Flakvierling 38. Według Barabanowa, spotykane informacje o uzbrojeniu okrętu w armaty przeciwlotnicze kalibru 88 mm są jednak błędne. Zdjęto dwa z czterech aparatów torpedowych, natomiast dodano cztery miotacze bomb głębinowych.
Według części publikacji, za drugim kominem po modernizacji zamontowano katapultę dla wodnosamolotu, podobnie jak w „Miguel de Cervantes”.
Pod koniec lat 50. okręt został wyposażony w radar na dodatkowym maszcie za dalocelownikiem.

## Służba w skrócie
We wrześniu 1928 roku „Príncipe Alfonso” posłużył królowi Alfonsowi XIII do podróży zagranicznej do Sztokholmu, Kilonii, Göteborgu i Szkocji, a w listopadzie – do Francji, Włoch i na Maltę. 15 kwietnia 1931 roku krążownik zawiózł króla Alfonsa XIII z Kartageny do Marsylii na emigrację, w związku z ustanowieniem drugiej Republiki Hiszpańskiej. Po obaleniu monarchii, 17 kwietnia 1931 roku „Príncipe Alfonso” przemianowano na „Libertad” (Wolność). W październiku 1934 roku „Libertad” z innymi okrętami brał udział w tłumieniu rewolucji w Asturii, ostrzeliwując Gijón.
W chwili wybuchu wojny domowej w Hiszpanii okręty bazowały w El Ferrol. Wraz z „Miguelem de Cervantes”, „Libertad” został wysłany na południe, po czym 19 lipca 1936 roku został na morzu opanowany przez rewolucyjnie nastawionych marynarzy, przechodząc na skutek tego pod kontrolę rządu republikańskiego. 20 lipca bombardował Ceutę, a 22 lipca Algeciras i La Línea (wraz z „Miguelem de Cervantes”). 7 sierpnia wraz z pancernikiem „Jaime I” zbombardował Kadyks i ponownie Algeciras, topiąc kanonierkę „Dato”. Na skutek uszkodzenia 22 listopada bliźniaczego krążownika „Miguel de Cervantes” przez włoski okręt podwodny, „Libertad” był najbardziej wartościowym okrętem bojowym i faktycznie okrętem flagowym sił Republiki. We wrześniu 1937 „Libertad” brał udział w nierozstrzygniętej bitwie pod Cherchel, tocząc pojedynek z krążownikiem ciężkim „Baleares”. 5 marca 1938 roku wziął udział w jedynym większym starciu morskim wojny – bitwie koło przylądka Palos. 5 marca 1939 roku z pozostałymi siłami floty Republiki przeszedł do Bizerty, gdzie został internowany, po czym 31 marca 1939 zwrócony zwycięskim nacjonalistom.
W służbie nowego rządu nacjonalistycznego „Libertad” przemianowano na „Galicia” (Galicja). Z uwagi na kiepski stan techniczny został wycofany do rezerwy oraz skierowany w 1940 roku do remontu w El Ferrol połączonego z modernizacją, trwającego do 1 grudnia 1944 roku.
Jesienią 1946 roku „Galicia” złożyła wizytę w Buenos Aires w Argentynie z okazji inauguracji prezydenta Peróna.
W 1961 roku krążownik otrzymał NATO-wski numer burtowy C 11.
Okręt został wycofany ze służby 2 lutego 1970 roku.